# 埃利安娜·玛丽亚·克拉夫奇克
埃利安娜·玛丽亚·克拉夫奇克（西班牙語：Eliana María Krawczyk；1982年3月5日—2017年11月15日），阿根廷海军第一位女性潜艇军官，波兰裔犹太人。在2017年11月15日，她和43名军官一起，因为圣胡安号潜艇的沉没在在南大西洋殉职。此前她曾经在阿根廷海军的风帆训练舰服过役，后来进入潜艇学校，成绩相当优异。先在萨尔塔号潜艇（209型）服役，在2014年升为潜艇军官。